# 掃管笏

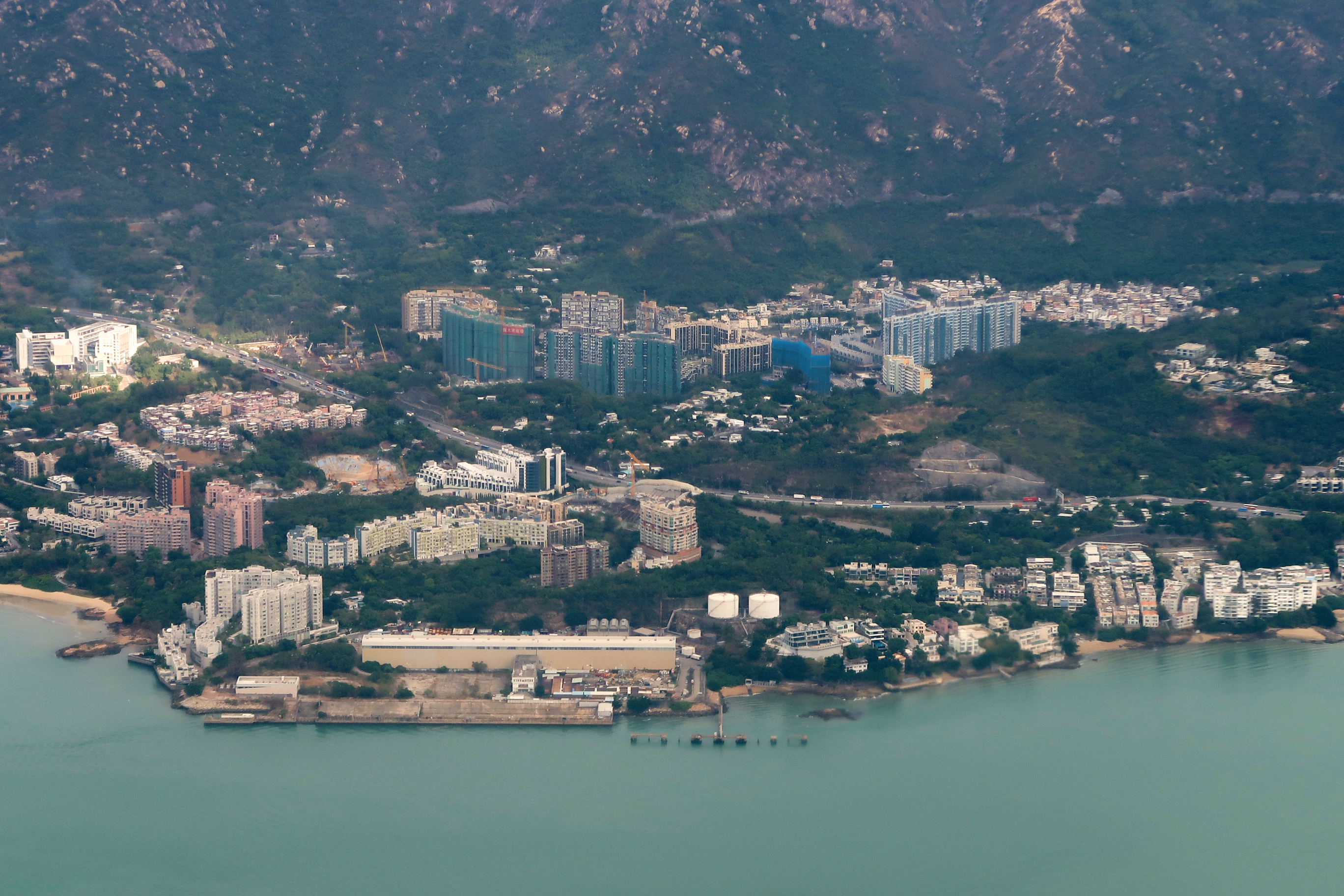
掃管笏的住宅（2019年）

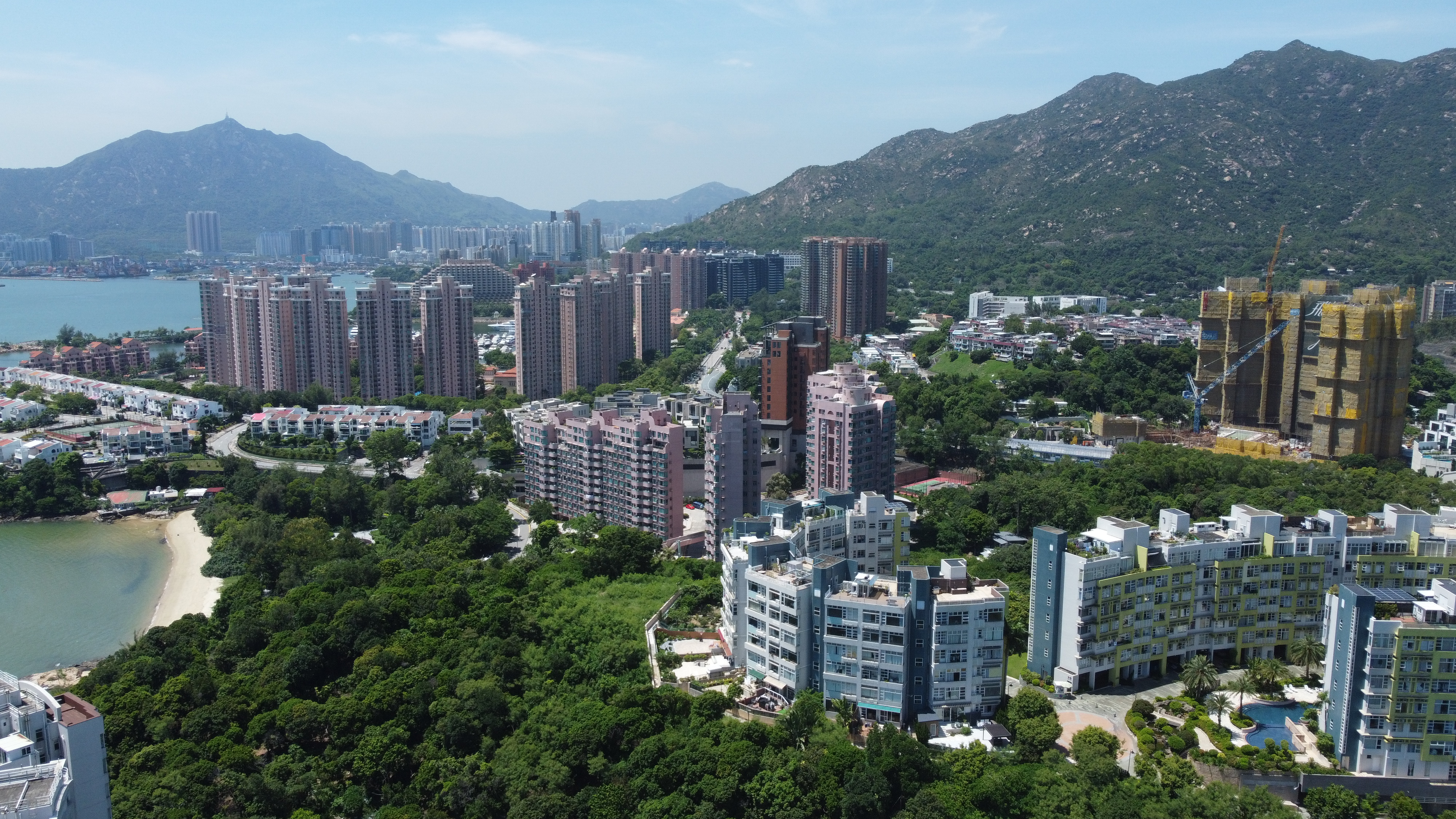
掃管笏的住宅

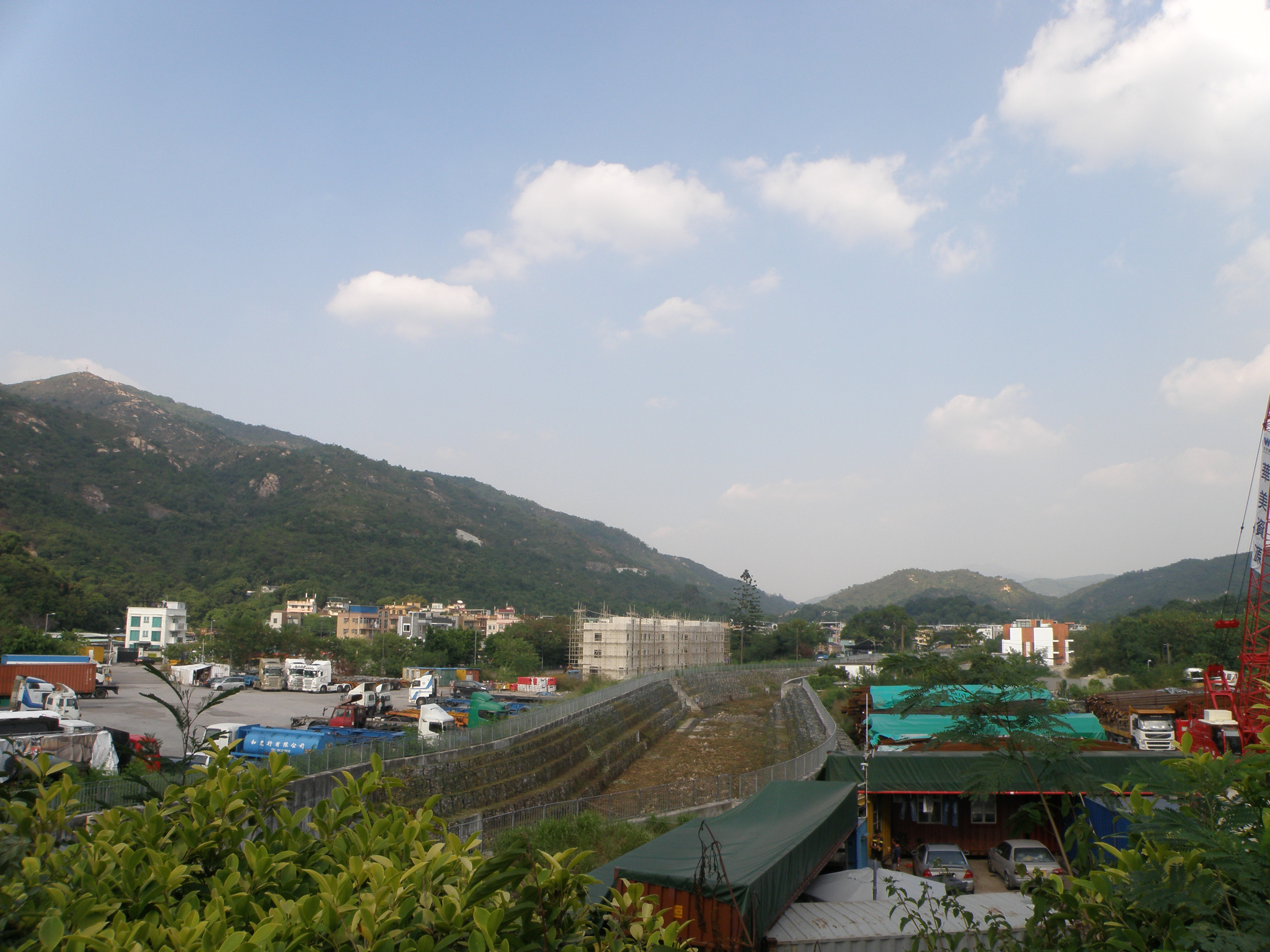
2014年的掃管笏，當時區內沒有高樓大廈

掃管笏位於香港新界屯門的東南面，東為大欖涌水塘，南為青山公路大欖段海岸方向，西為青山灣近西南連接屯門新市鎮的界線，北為大欖九逕山麥理浩徑方向，因而地理位置環境優越，背靠山、面向海、湖為畔，區內主要以低密度住宅群為主，例如原有的鄉村式住宅包括：掃管笏村、掃管笏新村、老青山村、小秀村、稔灣村及掃管灘等鄉村，並於二零一五年政府致力研究發展該區，從而滿足本港樓宇供應需求之餘亦希望能保持該區原有環境。
但由於增加及更改該區多幅土地興建樓宇發展，因此引起區議會關注勢必加重區內交通負荷，並引起居民擔心日後之影響及敦促政府必須增加區內交通配套。
掃管笏地理位置環境優越早在古時已有人類足跡，並於掃管笏內前掃管軍營該處曾有新石器時代及明代文物發現証明該地點早為得天獨厚。

## 區議會議席分佈
為方便比較，以下列表以青山公路掃管笏段沿線地區為範圍。
| 年度/範圍            | 2000-2003 | 2004-2007 | 2008-2011 | 2012-2015 | 2016-2019 | 2020-2023  |
| -------------------- | --------- | --------- | --------- | --------- | --------- | ---------- |
| 青山公路掃管笏段以南 | 三聖選區  | 三聖選區  | 三聖選區  | 三聖選區  | 三聖選區  | 三聖選區   |
| 青山公路掃管笏段以北 | 三聖選區  | 恆福選區  | 恆福選區  | 恆福選區  | 恆福選區  | 掃管笏選區 |

註：以上主要範圍尚有其他細微調整（包括編號），請參閱有關區議會選舉選區分界地圖及條目。

## 交通

### 途經掃管笏的公路
- 青山公路掃管笏段
- 屯門公路